# عيار حجمي
العيار الحجمي (بالإنجليزية: Titre)‏ هي طريقة للتعبير عن التركيز. تستخدم اختبارات العيار الحجمي التخفيف المتسلسل للحصول على معلومات كمية تقريبية من عملية تحليلية والتي أصلا تقيم سلبية أو إيجابية فقط. يوافق العيار الحجمي أعلى معامل تخفيف ما زال يعطي قراءات إيجابية.